# Eystri-Rangá
L’Eystri-Rangá (in lingua islandese: Rangá orientale) è un fiume che scorre nella regione del Suðurland, nella parte meridionale dell'Islanda, circa 100 km a est della capitale Reykjavík.

## Descrizione
Il fiume ha la sua sorgente negli altopiani meridionali dell'Islanda, più precisamente sul Rangvellingaafrett, a sud-ovest del Laufafell. Scorre ai piedi del ghiacciaio Tindfjallajökull, da cui scendono alcuni affluenti. Lungo il corso del fiume ci sono alcune cascate. L'Eystri-Rangá va a sfociare nel Þverá a est di Oddi, dopo aver percorso circa 65 km.
Essendo per lo più un fiume di sorgente, e non originato dalla fusione primaverile dei ghiacciai, la portata d'acqua dell'Eystri-Rangá subisce solo lievi variazioni nel corso dell'anno e si aggira intorno ai 15-25 m³/sec. La portata massima misurata è stata di 250 m³/sec.

## Ponti
Due ponti permettono di attraversare il fiume; il primo risale al 1914 e si trova vicino a Djúpadal, il secondo risale al 1969 e si trova presso il museo agricolo di Keldur. Le sue acque vengono infatti usate per l'irrigazione delle coltivazioni.

## Pesca
Il fiume è anche noto per la pesca al salmone, di cui vengono riportate da 2.000 a 7.000 catture per stagione. La taglia media del salmone pescato è di 4 kg e la stagione della pesca sul fiume dura dal 4 luglio al 3 settembre.